# Gefion (album)
Gefion er et studiealbum fra 2015 af den danske jazzguitarist Jakob Bro. Albummet er indspillet i Rainbow Studiet i Oslo og udgivet på det tyske pladeselskab ECM Records. Jakob Bro modtog for udgivelsen en Danish Music Award for "Årets Danske Jazzudgivelse" samt Carl Prisen for "Årets Komponist - Jazz".

## Trackliste
1. "Gefion"
2. "Copenhagen"
3. "And They All Came Marching Out of the Woods"
4. "White"
5. "Lyskaster"
6. "Airport Poem"
7. "Oktober"
8. "Ending"

## Line up
- Jakob Bro (Guitar)
- Thomas Morgan (Bas)
- Jon Christensen (Trommer)